# Américo-canadianos
Américo-canadianos ou américo-canadenses são cidadãos americanos que nasceram e/ou cresceram no Canadá, mas depois se mudaram para os Estados Unidos. O termo também pode ser usado para se referir a cidadãos nascidos nos Estados Unidos que têm pais que imigraram para o Canadá ou que tenham significativa ascendência canadense e/ou identidade. O termo é particularmente adequado quando aplicado para pessoas com fortes laços com o Canadá, tais como aqueles que viveram uma parte significativa de suas vidas ou foram educados no Canadá e, em seguida, se mudaram para os Estados Unidos. Para outros, especialmente para os que vivem em Nova Inglaterra ou no centro-oeste, um américo-canadiano é aquele cujos ancestrais vieram do Canadá.
O termo canadense refere-se algumas vezes a nacionalidade e outras a etnia. Imigrantes canadenses que falam inglês podem se integrar e assimilar facilmente a cultura americana como um resultado de semelhanças culturais, vocabulares e no sotaque do inglês falado. Franco-canadianos, por causa do idioma e cultura, tendem a levar mais tempo para se familiarizarem. No entanto, já na 3ª geração a assimilação é completa.
A imigração de franco-canadianos ocorreu entre 1840 e 1930, quando metade da população da província de Quebec, no Canadá, emigrou para os Estados Unidos, fazendo com que muitas cidades da Nova Inglaterra fossem formadas por canadenses, porém nos últimos anos muitos têm gradualmente "desaparecido".
Esta "invisibilidade" cultural dentro de uma das maiores populações dos Estados Unidos é visto como uma forte afinidade entre os canadenses e americanos.
De acordo com o Censo dos Estados Unidos, estima-se que o número de americanos de ascendência canadense foi de cerca de 640.000 no ano de 2000. Outras fontes indicam que existem, possivelmente, mais de 1.000.000 de descendentes de canadenses.
Alguns canadenses que viajam para os EUA para escapar de seus invernos mais intensos possuem residências no sul dos Estados Unidos em estados como Flórida, Carolina do Norte, Geórgia, sul do Texas, sul da Califórnia e Arizona.